# 水晶岳
水晶岳（すいしょうだけ）は、富山市南東部に位置する標高2,986mの飛騨山脈（北アルプス）の山である。山域は中部山岳国立公園に指定され、日本百名山に選定されている。
別名は、黒岳。

## 概要
黒部川源流部での最高峰及び富山市の最高地点である。標高3,000m未満の山としては、2,999mの剱岳に次ぐ高さの山である。山頂は切り立った岩の双耳峰で、三等三角点（点名は水晶山、所在地は富山県富山市大字有峰字黒部谷割10）のある北峰は2,977.7m
測定点である南峰は2,986mである。東斜面にはすり鉢状の圏谷地形（カール）がある。
山の上部は森林限界のハイマツ帯で、山頂の岩場からは飛騨山脈の大部分の山を見渡すことができる。南西に黒部五郎岳の圏谷地形を正面から望むことができ、北側に赤牛岳の赤い岩肌を望むことができる。

## 山名の歴史と由来
山の上部で水晶が採取されることが山名の由来であり、山肌が黒いことが別名の由来である。水晶小屋があるピークの山は、山肌が赤いことから「赤岳」と呼ばれることがある。
戦国時代末期以後の加賀藩政時代より、奥山廻りが毎年のように山頂を踏み、縦走してこれを記録に書きとどめ、詳細な地図まで作成していた。古地図や古記録には、水晶岳、六方石山、中岳剣、中剣岳などの名前で記されていた
。六方石は水晶の異名であり、中岳は南隣の赤岳の古名である。奥山廻りの石黒信由の『三州測量図籍』という1835年（天保6年）の記録には、中岳剣という名でその位置、方向、山容まで詳細に記録されていた。
1907年（明治40年）夏、志村烏嶺は北アルプスの最奥地、黒部川源流域の人跡未踏の深山を求め、高瀬渓谷から烏帽子岳に登り、現在のいわゆる裏銀座コースを縦走して鷲羽岳に至った。その時の紀行文「日本アルプス縦走記」が当時の山岳雑誌『山岳』の巻頭を飾った。その中で志村烏嶺は「これは破天荒の壮挙、未曾有の壮挙、誰かその一部たりとも、日本アルプスの峻嶺を、その山稜に沿ふて、縦走せしものありや」と書いた。
水晶岳では「崇高、雄偉、日本アルプス中稀に見る、高さ鷲羽に譲らず、黒部川の水源をなすところの一霊峰を発見、同伴の信州の人夫、類蔵もその名を知らず、地図を探るも、何れも実際に適せるものなし」として、「後日研究の結果、黒岳と命名」と記した。

## 登山
加藤文太郎が縦走時に登頂して、その記録で「山らしい山」と記した。

### 登山ルート
長野県側の高瀬ダムより入山し、槍ヶ岳へと至る裏銀座縦走コースの一部として踏まれることが多い。黒部湖から読売新道の赤牛岳を経て登ることもできる。麓から登る場合一般的に2泊3日の行程が必要となり、他の飛騨山脈の山域と比べると登山者は少ないといえる。北アルプスの主稜線から外れた位置にあるため立ち寄りにくい山であったが、百名山ブームの影響もあり訪れる訪問者が増えている。
各方面から以下のような登頂ルートがある。
- 裏銀座　（北方から）：　高瀬ダム - （ブナ立尾根） - 烏帽子岳 - 野口五郎岳 - 水晶小屋 - 水晶岳
- 読売新道：　黒部ダム - 平ノ渡場 - （読売新道） - 赤牛岳 - 水晶岳
- 折立より：　折立 - 太郎平小屋 - 北ノ俣岳 - 黒部五郎小舎 - 黒部五郎岳 - 三俣蓮華岳 - 三俣山荘 - 鷲羽岳 - 水晶小屋 - 水晶岳　（三俣蓮華岳の北側山腹を巻くルートもある。太郎平小屋から薬師沢小屋と雲ノ平を経由するルートもある。）
- 新穂高岳温泉より：　新穂高温泉 - （笠新道） - 双六小屋 - 双六岳 - 三俣蓮華岳 - 三俣山荘 - 鷲羽岳 - 水晶小屋 - 水晶岳　（笠新道の代わりに小池新道のルートもある。双六岳の東側山腹を巻くルートもある。）
- 裏銀座　（南方から）　槍ヶ岳 - （西鎌尾根） -　樅沢岳 - 双六小屋 - 双六岳 - 三俣蓮華岳 - 三俣山荘 - 鷲羽岳 - 水晶小屋 - 水晶岳　（槍ヶ岳へは、中房温泉からの表銀座、上高地や新穂高温泉などからの入山経路がある。）

### 周辺の山小屋
最寄りの山小屋は1933年（昭和8年）に開設された水晶小屋である。山頂から南東方向へ所要時間30分程度の赤岳付近にある。2017年現在、周辺にキャンプ場の指定地は無く、三俣山荘か雲ノ平の幕営地を利用することとなる。
| 名称       | 所在地                       | 水晶岳からの 方角と距離（km） | 標高 （m） | 収容 人数 | キャンプ 指定地 |
| ---------- | ---------------------------- | ----------------------------- | ---------- | --------- | --------------- |
| 水晶小屋   | 裏銀座縦走路の水晶岳への分岐 | 南東 1.0                      | 2,900      | 30        | なし            |
| 高天原山荘 | 高天原・岩苔小谷右岸         | 北西 2.3                      | 2,285      | 50        | なし            |
| 三俣山荘   | 鷲羽岳と三俣蓮華岳との鞍部   | 南東 3.5                      | 2,550      | 70        | 70張            |
| 雲ノ平山荘 | 雲ノ平・ギリシャ庭園         | 南西 2.5                      | 2,500      | 70        | 50張            |

## 地理
飛騨山脈の主稜線にある水晶小屋（赤岳）から北側に派生した尾根上に位置する。北側には「温泉沢ノ頭」と呼ばれるピークがあり、その北西の温泉沢からは温泉が湧きだし、その源泉を利用した高天原温泉がある。山頂から西北西1.3kmの高天原湿原のある位置に、水晶池がある。

### 周辺の山

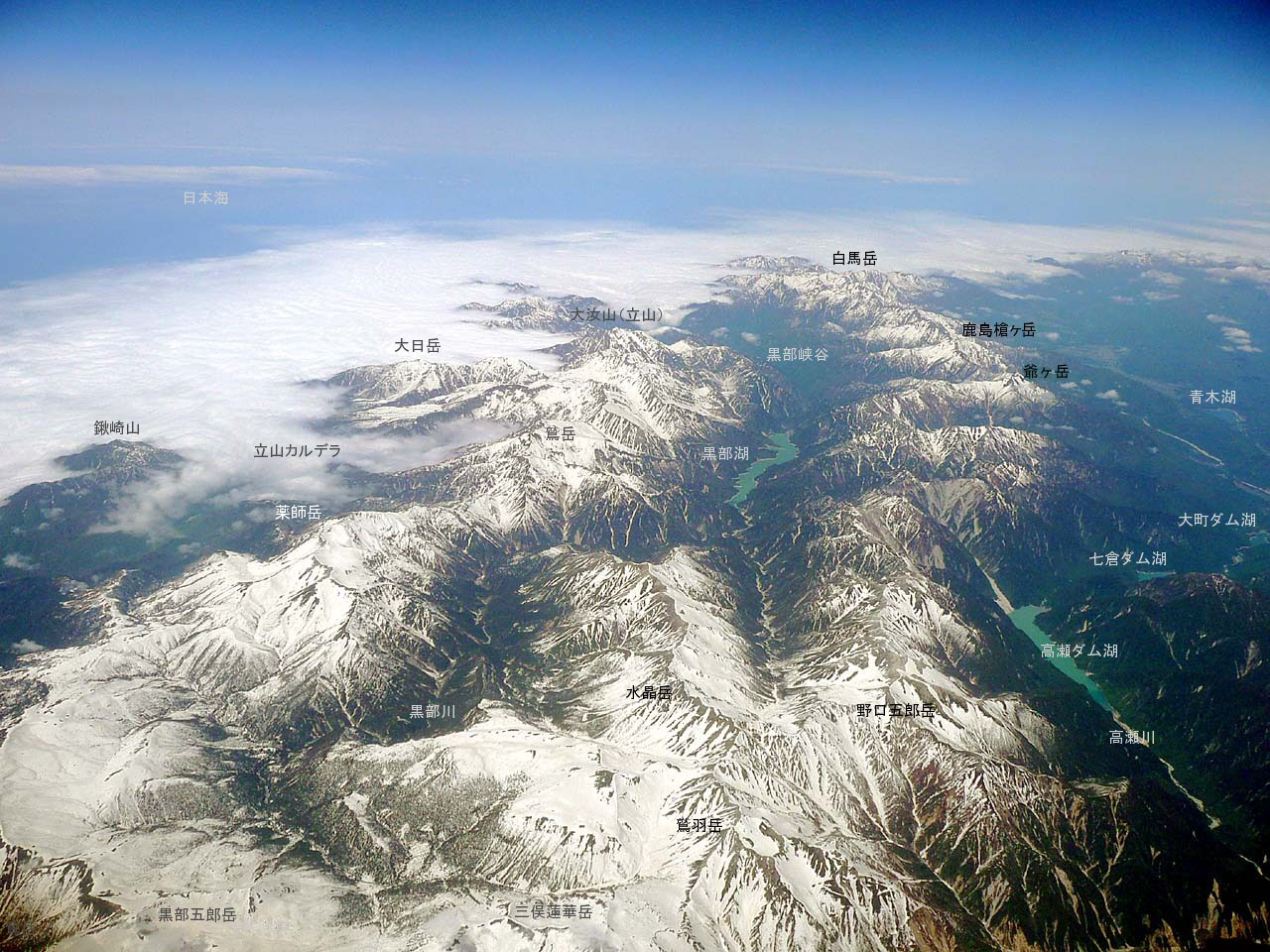
黒部川源流部と水晶岳（中央下）

| 山容 | 名称       | 標高 （m） | 三角点 等級      | 水晶岳との 距離（km） | 備考                      |
| ---- | ---------- | ---------- | ---------------- | --------------------- | ------------------------- |
|      | 薬師岳     | 2,926.01   | 二等             | 7.0                   | 日本百名山                |
|      | 赤牛岳     | 2,864.23   | 三等             | 3.9                   | 日本二百名山              |
|      | 野口五郎岳 | 2,924.32   | 二等             | 3.2                   | 日本三百名山              |
|      | 水晶岳     | 2,986      | （三等） 2977.70 | 0                     | 別名は黒岳 日本百名山     |
|      | 祖父岳     | 2,825      |                  | 2.0                   | 雲ノ平                    |
|      | ワリモ岳   | 2,888      | 三等             | 2.0                   | 割物岳                    |
|      | 鷲羽岳     | 2,924.19   | 三等             | 2.7                   | 鷲羽池 日本百名山         |
|      | 黒部五郎岳 | 2,839.58   | 三等             | 6.8                   | 別名は中ノ俣岳 日本百名山 |
|      | 槍ヶ岳     | 3,180      |                  | 10.2                  | 日本百名山                |

### 源流の河川
以下の源流となる河川は日本海へ流れる。
- 岩苔小谷　（黒部川の支流）
- 東沢谷　（黒部川の支流）

## 山容と風景

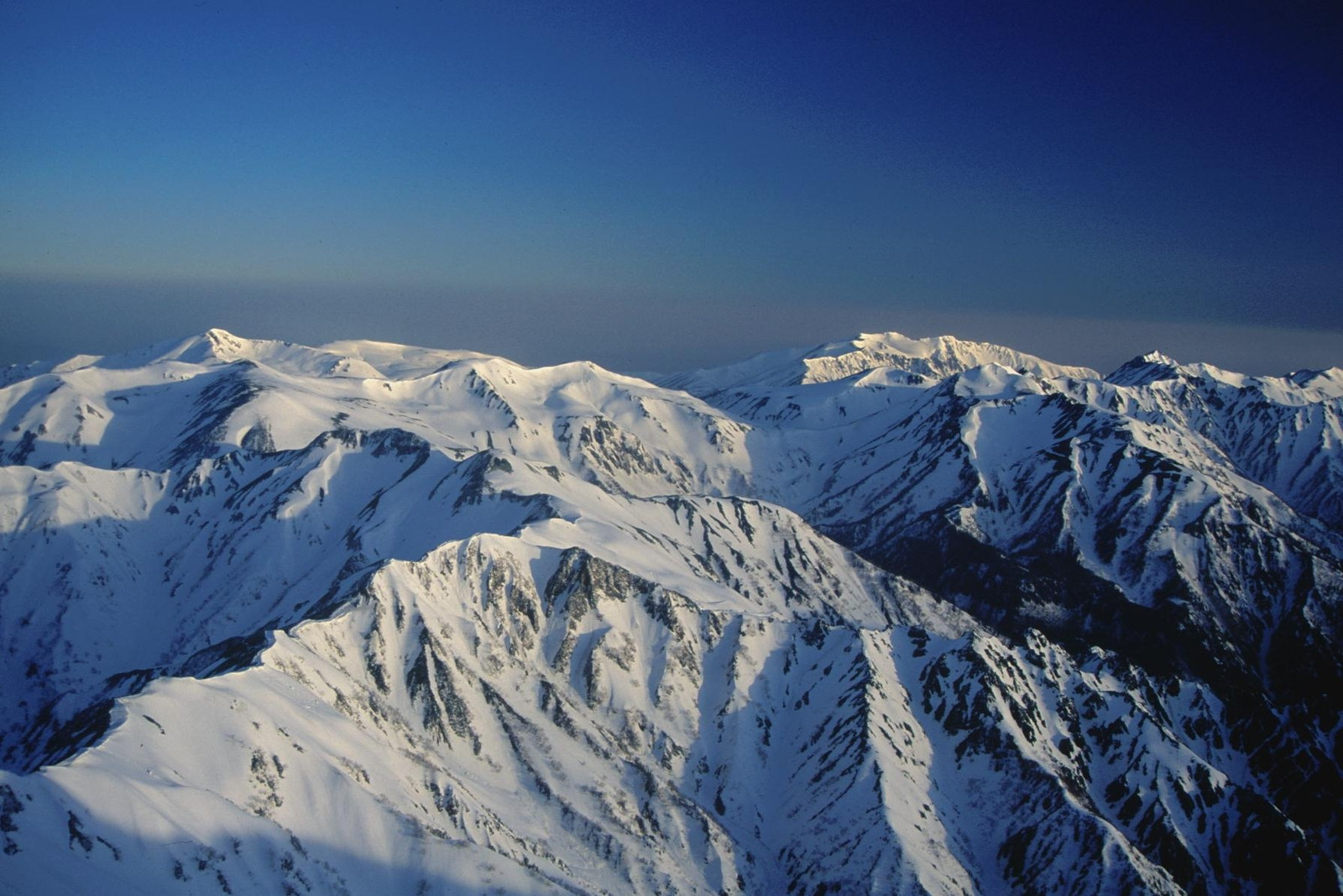
槍ヶ岳から望む春の水晶岳周辺の山
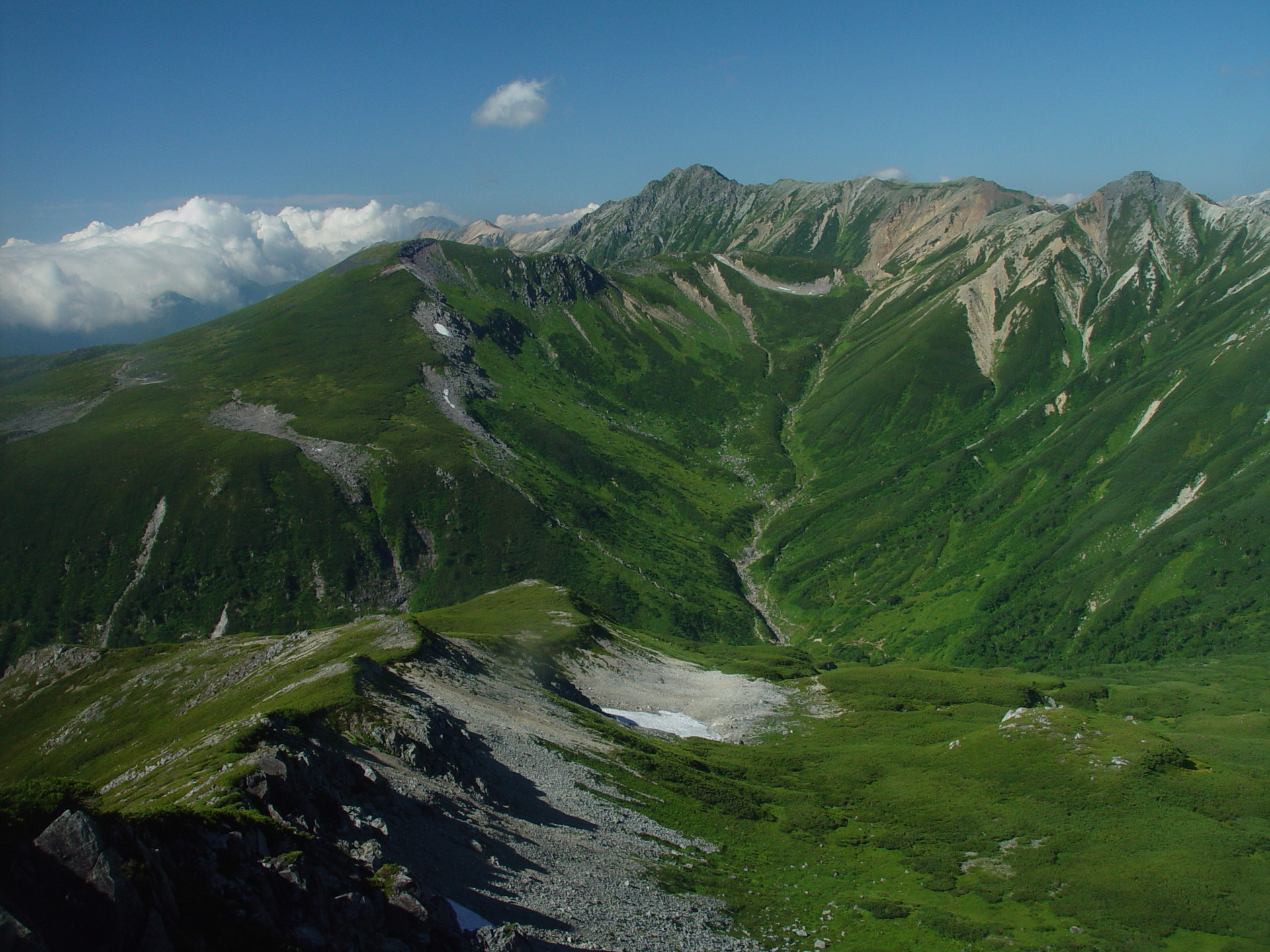
三俣蓮華岳から望む夏の水晶岳
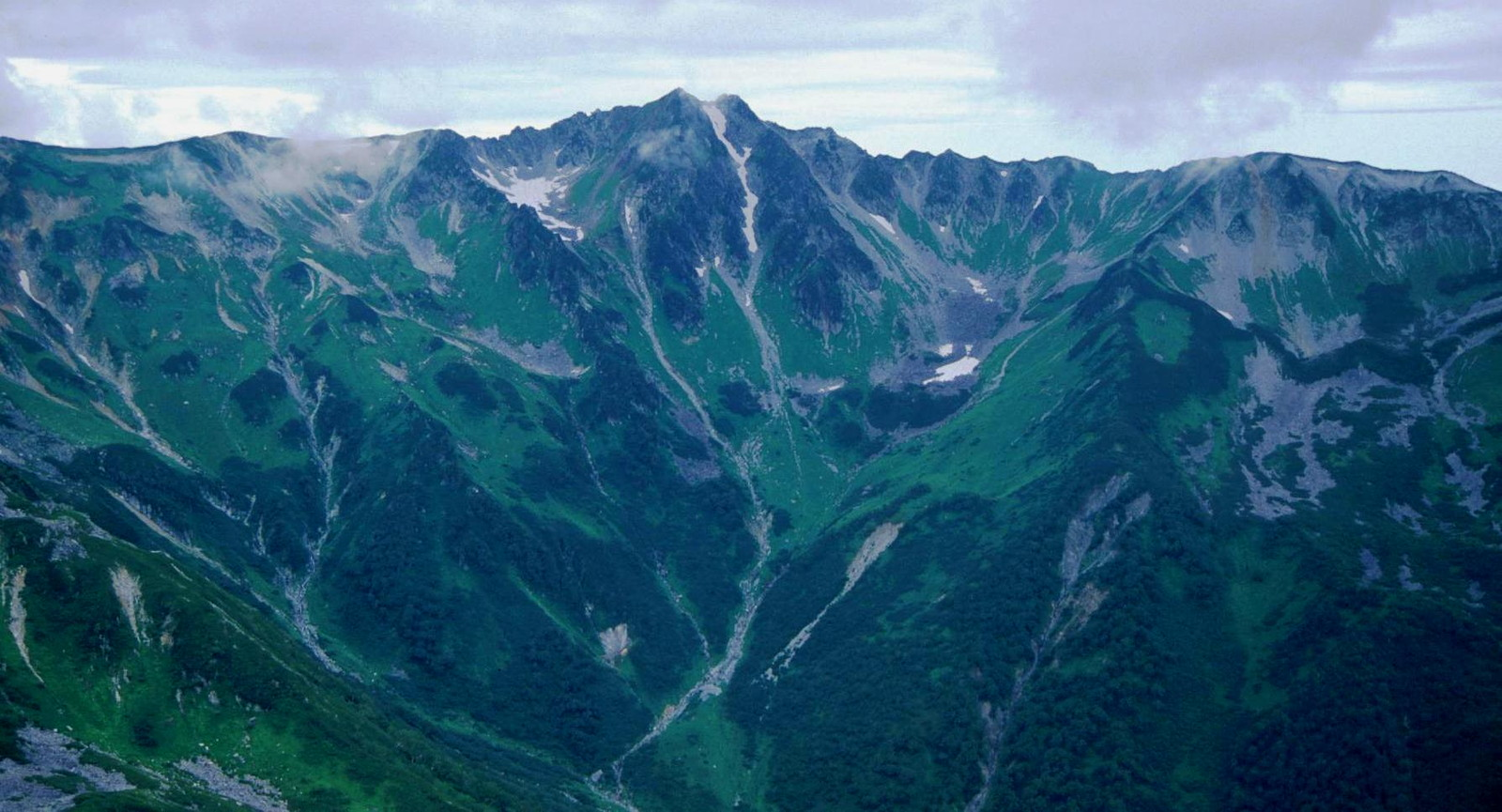
野口五郎岳からの水晶岳のカール
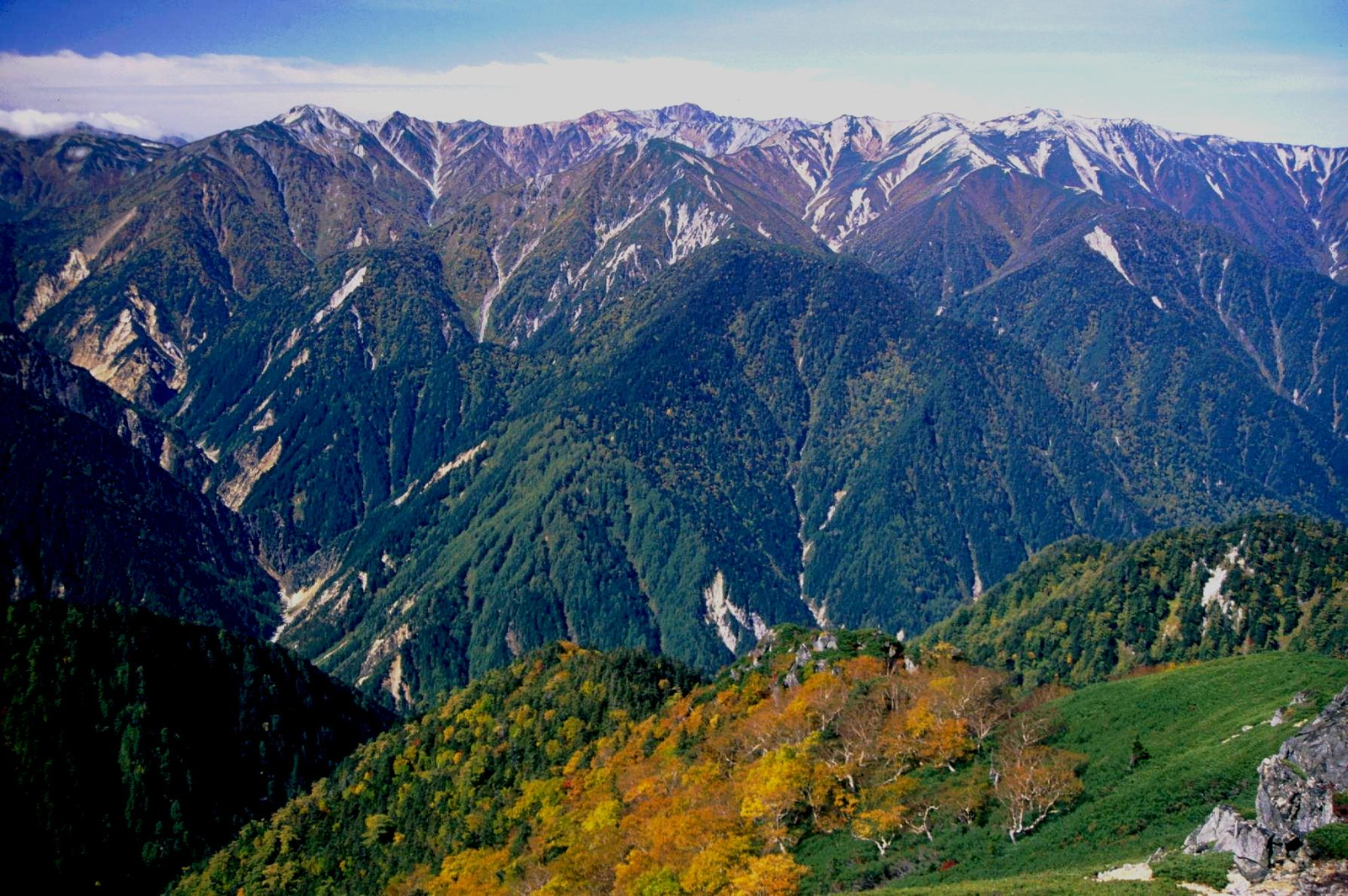
燕岳から望む秋の裏銀座
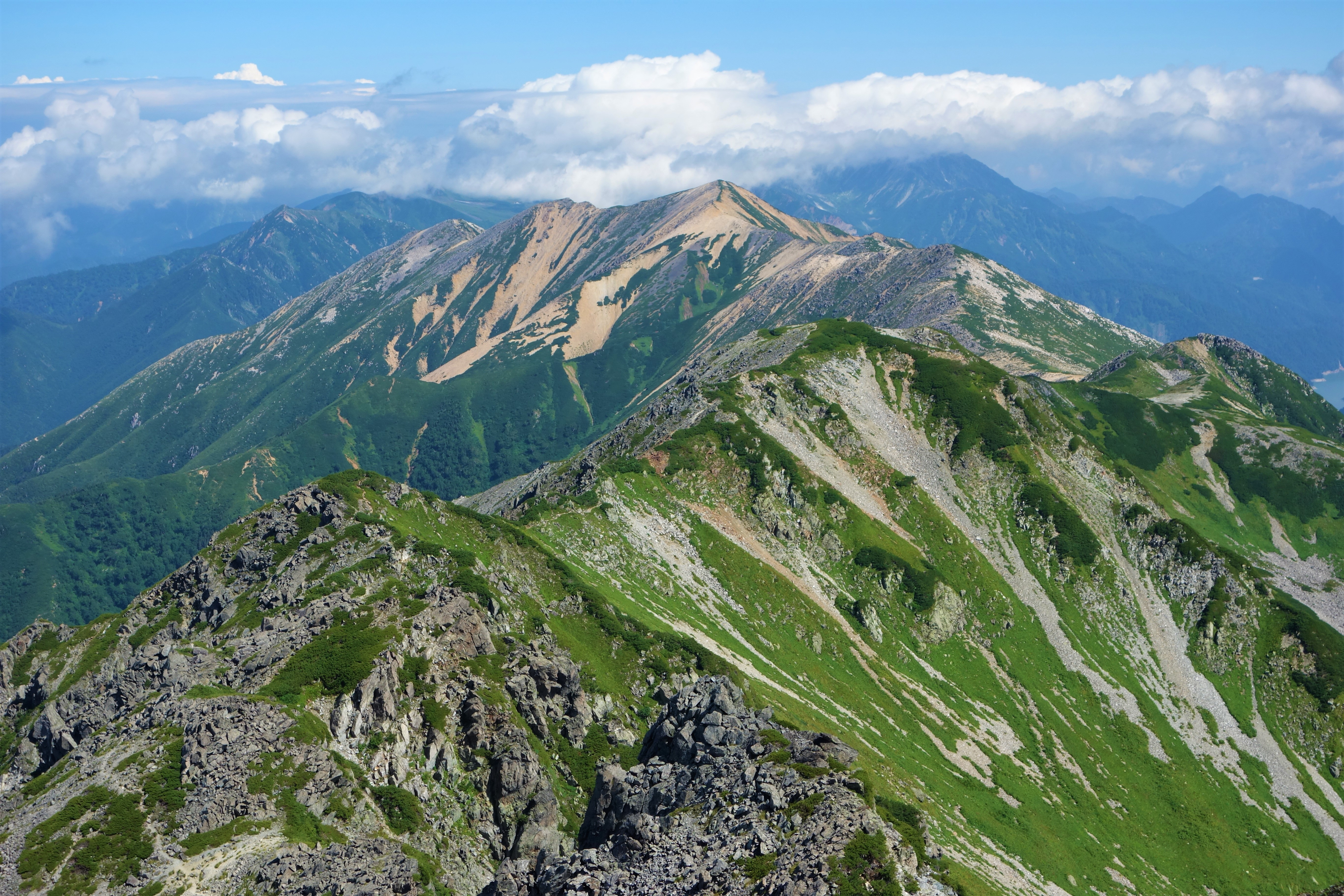
水晶岳から望む赤牛岳
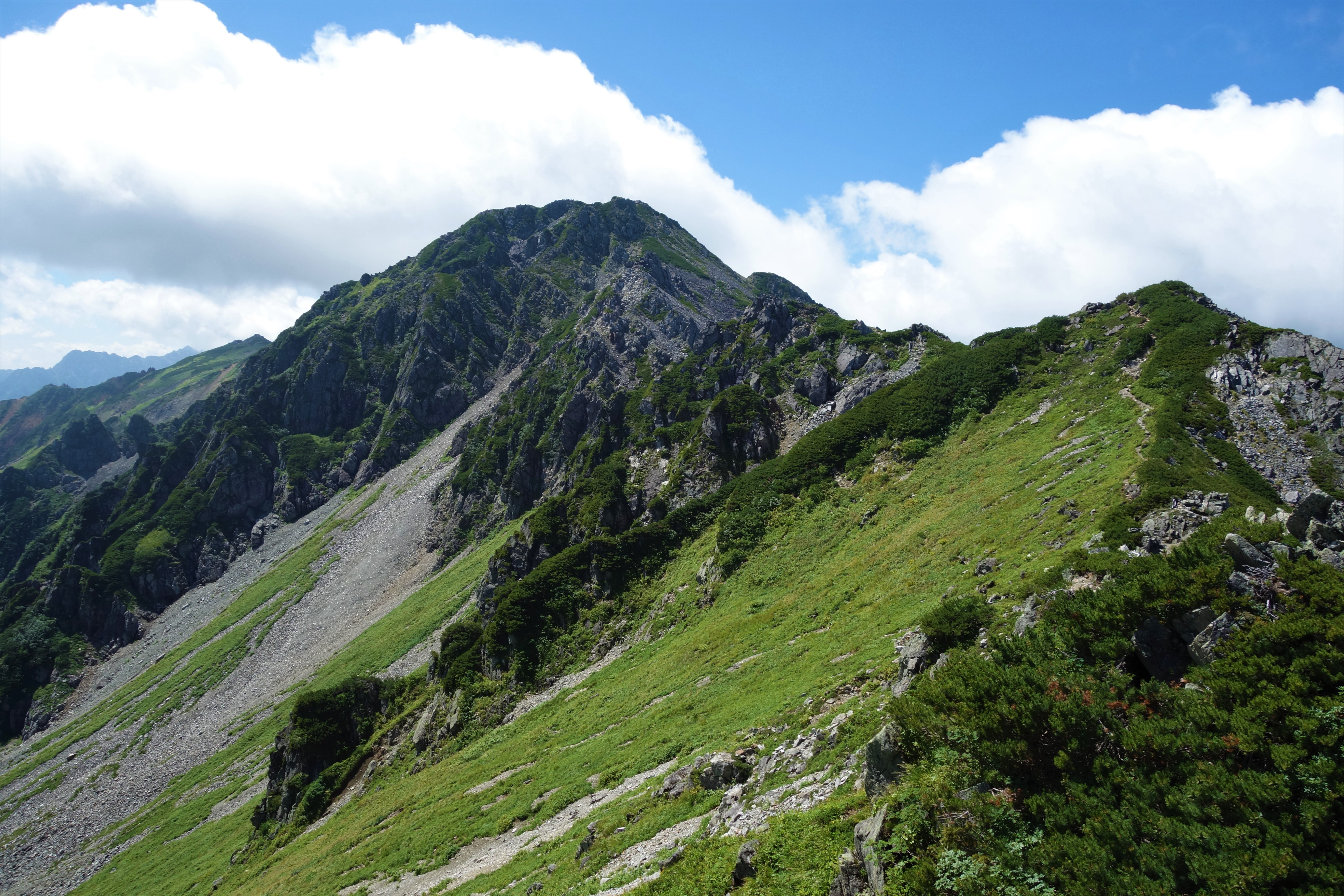
北面からの水晶岳